# グルリプシ地区 (アブハジア自治共和国)
グルリプシ地区（グルジア語: გულრიფშის მუნიციპალიტეტი、グルジア語ラテン翻字: Gulripshis Munitsipaliteti、アブハズ語: Гәылрыҧшь амуниципалитет）は、ジョージアのアブハジア自治共和国にある地区。行政中心地はグルリプシ。西側をスフミ地区、東側をオチャムチレ地区と隣接し、北側はコーカサス山脈を境にロシア連邦のカラチャイ・チェルケス共和国と国境で接している。南側は黒海となっている。面積は1,834平方キロメートル。

## 自然
グルリプシ地区の北部にある主コーカサス山脈の尾根は、古生代の花崗岩と結晶質の頁岩で構成されている。主コーカサス山脈の南斜面には、古生代前期から三畳紀の頁岩と珪岩が帯状に広がっている。チハルタ川とサケニ川の渓谷やコドリ渓谷の上流部・中流部は粘土からなり、チハルタ尾根は稜線近くは斑岩で、南斜面は白亜紀前期の石灰岩で構成されている。ケラスリ川、アムツケリ川、ジャンパリ川の源流部では貫入した花崗岩が広く見られる。丘陵地帯は新第三紀の礫岩、砂岩、粘土、泥灰土からなり、黒海近くの平地は第四紀の岩石、砂、粘土で構成されている。
グルリプシ地区の鉱物資源としては鉛、亜鉛、銀（アムツケリ川、ヘツクヴァラ川、グヴァンドラ川、サケニ川の流域）、スズ（アフパチ山の尾根）、ヒ素（スハパチ山の尾根）、重晶石を伴う非鉄鉱床（グヴァンドラ川およびサケニ川の流域）が挙げられる。またチハルタ川、サケニ川、クリチ川など、この地区の川の渓谷には鉱泉が湧出している。
グルリプシ地区は複雑な地形となっている。マルヒ峠（2,739メートル）からグヴァンドラ山（3,985メートル）までは主コーカサス山脈となっており、最高峰はドンバイ＝バイユルゲン山（4,046メートル）である。主コーカサス山脈を越える峠としてはマルヒ峠、クルホリ峠、ゴンダライなどがある。主コーカサス山脈の南側には、主稜線と平行にチハルタ尾根が走っている（最高峰は3,026メートル）。ケラスリ川とアムツケリ川の間には、ブジピ尾根から南側に枝分かれしたスハパチ尾根が南北方向に走っている。ケラスリ川とコドリ川の間には黒海の海岸線の形に沿うような丘陵地帯があり、その南側には黒海沿岸の低地が広がっている。

## 人口
| 年     | 人口     | 備考  |
| ------ | -------- | ----- |
| 1959年 | N/A      | [ 3 ] |
| 1970年 | 51,706人 | [ 3 ] |
| 1979年 | 53,519人 | [ 3 ] |
| 1989年 | 57,122人 | [ 3 ] |
| 1991年 | 57,500人 | [ 3 ] |
| 2002年 | 1,956人  | [ 3 ] |